# F.O.A.D.
F.O.A.D. (un acrónimo para Fuck Off And Die, traducido como "Jódete y muere") es el duodécimo álbum de estudio de la banda Noruega de black metal Darkthrone. Lanzado en septiembre del 2007, el álbum es un cambio de las raíces black metal de la banda, con esta desenvuelve un sonido más orientado al crust punk pero aún con ciertas partes de black metal, introducido en su álbum previo. También incluye partes que son similares al heavy metal tradicional, en canciones como 'F.O.A.D.' puede verse una importante influencia de Motörhead. Ediciones especiales del álbum contienen una postal, un póster y una camiseta.

## Lista de pistas
1. "These Shores Are Damned" – 5:04
2. "Canadian Metal" – 4:44
3. "The Church of Real Metal" – 4:36
4. "The Banners of Old" – 4:40
5. "Fuck Off And Die" – 3:52
6. "Splitkein Fever" – 4:45
7. "Raised on Rock" – 3:27
8. "Pervertor of the 7 Gates" – 4:25
9. "Wisdom of the Dead" – 4:43

## Créditos
- Nocturno Culto – Guitarra eléctrica, bajo, voz
- Fenriz – Batería, voz en "Canadian Metal", "Fuck Off And Die", "Raised On Rock", "Pervertor of the 7 Gates"
- Czral – Solo de guitarra en "Church of Real Metal", coros en "Wisdom of the Dead"

- Datos: Q1756568